# 宇部信用金庫
宇部信用金庫（うべしんようきんこ）は、かつて存在した山口県宇部市に本店を置いていた信用金庫。統一金融機関コードは1784、合併前時点での店舗数は9店舗。2007年1月9日をもって、同じ山口県の下関信用金庫・吉南信用金庫及び島根県の津和野信用金庫との対等合併によって解散し、存続金庫である下関信用金庫は西中国信用金庫と改称した。

## 沿革
- 1930年（昭和5年）6月24日 - 保証責任信用組合宇部庶民金庫として設立。
- 1943年（昭和18年）6月 - 市街地信用組合に改組し、宇部信用組合に改称。
- 1950年（昭和25年）4月 - 信用協同組合に改組。
- 1951年（昭和26年）10月20日 - 信用金庫に転換し、宇部信用金庫に改称。
- 2007年（平成19年）1月9日 - 下関信金・吉南信金・津和野信金との対等合併により、西中国信用金庫（存続金庫は下関信用金庫）となる。これにより、宇部信金は消滅金庫となる。